# 歌川国宅
歌川 国宅（うたがわ くにたか・くにたく、生没年不詳）とは、江戸時代の浮世絵師。

## 来歴
初代歌川豊国の門人。歌川の画姓を称し作画期は文政の頃とされる。文政11年（1828年）建立の豊国先生瘞筆之碑に「国宅」の名が見られるが、その他の経歴や作については不明。その名も『原色浮世絵大百科事典』では「くにたか」と「くにたく」の二つの読み方を示しており、本来どう読むべきか定かではない。